# توني ويليس
توني ويليس (بالإنجليزية: Tony Willis)‏ مواليد 17 يونيو 1960 في ليفربول، هو ملاكم إنجليزي يصنف ضمن فئة الوزن الخفيف. شارك في دورة الألعاب الأولمبية الصيفية سنة 1980 وحقق الميدالية البرونزية فيها.

## إحصائيات
خاض خلال مسيرته 29 نزالا، فاز في 25 ولم يتعادل وخسر في 4. فاز بالضربة القاضية في 16 نزالا.

## الميداليات
| الميدالية | المسابقة                       |
| --------- | ------------------------------ |
| برونزية   | الألعاب الأولمبية الصيفية 1980 |

## روابط خارجية
- توني ويليس على موقع بوكس ريك (الإنجليزية) (registration required)
- توني ويليس على موقع أوليمبيديا (الإنجليزية)
- توني ويليس على موقع اللجنة الأولمبية البريطانية (الإنجليزية)